# Antygona (córka Edypa)
Antygona (gr. Ἀντιγόνη Antigónē, łac. Antigone) – w mitologii greckiej królewna tebańska.
Pochodziła z tebańskiego rodu Labdakidów. Uchodziła za córkę króla Teb, Edypa i Jokasty (jego żony i matki). Była siostrą Ismeny, Polinika i Eteoklesa.

## Mit o Antygonie (w wersjiSofoklesa)
Towarzyszyła oślepionemu ojcu – Edypowi – w czasie jego wygnania z Teb, gdy wiódł życie tułacza i żebrał przy drogach. Dotarli do Kolonos w Attyce, gdzie Edyp zmarł. Wtedy Antygona wróciła do Teb, do siostry Ismeny. Wbrew zakazowi króla Teb, Kreona, następcy Edypa, Antygona pochowała swego brata Polinejkesa (uznanego za zdrajcę ojczyzny), który zginął w bratobójczym pojedynku (z Eteoklesem, który też poniósł śmierć, lecz został pochowany przez Kreona) w czasie wyprawy siedmiu przeciw Tebom. Skazana za to na śmierć przez Kreona miała zostać zamknięta żywcem w grocie skalnej poprzez przykrycie jaskini kamienną płytą. Odebrała sobie życie, wieszając się na muślinowej chuście, nim nadeszła wiadomość o ułaskawieniu. Widząc, że Antygona umarła jej narzeczony Hajmon, syn Kreona przebił się mieczem. Jego śladem poszła także jego matka Eurydyka, żona Kreona.

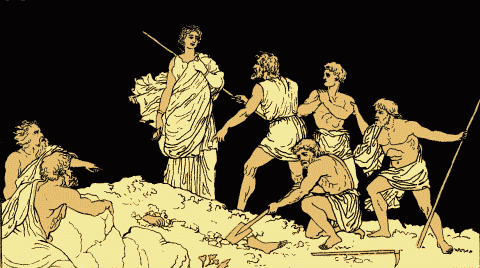
Antygona nad ciałem Polinejkesa

## Antygona w kulturze
- Autorem najsłynniejszej kodyfikacji losów Antygony jest Sofokles, który w 440 p.n.e. przedstawił jej losy w tragedii pod tytułem Antygona.
- W 410 p.n.e. Eurypides napisał tragedię o tytule Fenicjanki, jedną z jej bohaterek jest Antygona.
- W 1664 roku O losach Antygony opowiada także tragedia Jean Baptiste Racine Tebaida.
- W 1783 roku także włoski tragediopisarz doby oświecenia Vittorio Alfieri poświęcił Antygonie tragedię.
- W 1882 roku do słynnych przedstawień bohaterki należy także obraz Frederica Leightona Antygona, oraz sztuka Waltera Hasenclevera Antigone.
- W 1922 roku wystawiono sztukę o tym samym tytule, napisaną przez Jeana Cocteau.
- W 1927 roku Arthur Honegger stworzył operę na podstawie sztuki Cocteau.
- Album studyjny niemieckiej grupy muzycznej Heaven Shall Burn z 2004 roku, zatytułowany AntiGone został zainspirowany osobą Antygony.